# How Soon Is Now? (t.A.T.u.)
How Soon Is Now? è un singolo del duo musicale russo t.A.T.u., pubblicato il 23 maggio 2003 come quarto e ultimo estratto dal primo album in studio in lingua inglese 200 km/h in the Wrong Lane.

## Descrizione
Cover dell'omonimo brano degli Smiths del 1985, il brano è stato prodotto da Martin Kierszenbaum e Robert Orton, con i testi originali scritti da Johnny Marr e Morrissey.
Il singolo è stato pubblicato nel maggio del 2003, a distanza di qualche giorno dal singolo precedente Ne ver', ne bojsja, in gara all'Eurovision Song Contest 2003. Il brano era disponibile in diversi formati: il maxi singolo conteneva, oltre a How Soon Is Now?, anche Ne ver', ne bojsja, un remix di 30 Minutes e Not Gonna Get Us. Un CD promo è stato pubblicato in Giappone, contenente Ja sošla s uma e un remix di All the Things She Said. La versione standard del singolo su CD, pubblicata nel Regno Unito, conteneva anche Ne ver', ne bojsja.

## Accoglienza
How Soon Is Now? ha ricevuto recensioni contrastanti dalla critica musicale. Stephen Thomas Erlewine di AllMusic ha descritto la canzone come il brano highlight dell'album. Secondo Entertainment.ie, se la canzone è stata un successo, significa che la versione originale è "passata di moda". 
Todd Burns di Stylus Magazine ha dichiarato che, nonostante tutto, vale la pena scaricarla, mentre Cibula di PopMatters ha concluso ritenendo la canzone "non così entusiasmante come altre persone avevano descritto", criticando le voci delle ragazze.
Dei creatori originali, Marr ha trovato stupida la versione delle t.A.T.u., mentre Morrissey l'ha ritenuta magnifica:
Intervistatore: Hai ascoltato la versione delle t.A.T.u. di "How Soon Is Now"?
Morrissey: Sì, è assolutamente magnifica. Anche se non so molto di loro.

## Video musicale
Il video musicale del brano fu mandato in onda in anteprima su MTV Italia nell'aprile 2003 e successivamente in Russia il mese seguente. Nel video le t.A.T.u. cantano la canzone insieme a tutta la band, mentre si alternano scene dei backstage delle sessioni in studio e degli spettacoli dal vivo.

## Tracce
CD maxi single
1. How Soon Is Now? – 3:15
2. Ne ver', ne bojsja (Eurovision 2003) – 3:02
3. 30 Minutes (Remix) – 5:52
4. Not Gonna Get Us (Hardrum Remix) – 3:50

CD single
1. How Soon Is Now? – 3:15
2. Ne ver', ne bojsja (Eurovision 2003) – 3:02

CD3 (Pock-It)
1. How Soon Is Now? – 3:15
2. Not Gonna Get Us (Hardrum Remix) – 3:50

Promo CD single
1. How Soon Is Now? – 3:15
2. How Soon Is Now? (video musicale) – 3:15

Promo CD single (Giappone)
1. How Soon Is Now? – 3:15
2. Ja sošla s uma – 3:34
3. All the Things She Said (Running and Spinning Remix) – 6:15

Promo CD single (Spagna)
1. How Soon Is Now? – 3:15

## Successo commerciale
La canzone apparse in numerose chart europee, riuscendo a entrare nella top-ten in Finlandia e Svezia. Debuttò alla posizione 37 in Australia, ma scese alla posizione 43 la settimana successiva. Per il resto, il brano permase in modo moderato nelle classifiche europee.

## Classifiche

### Classifiche settimanali
| Classifica (2003) | Posizione massima |
| ----------------- | ----------------- |
| Australia         | 37                |
| Austria           | 37                |
| Belgio (Fiandre)  | 27                |
| Belgio (Vallonia) | 27                |
| Finlandia         | 8                 |
| Germania          | 33                |
| Paesi Bassi       | 20                |
| Svezia            | 10                |
| Svizzera          | 21                |

### Classifiche di fine anno
| Classifica (2003) | Posizione |
| ----------------- | --------- |
| Svezia            | 83        |

## In altri media
Nel 2008 la canzone è apparsa nella serie televisiva Gossip Girl, episodio 2x08.